# Parkschule Weimar

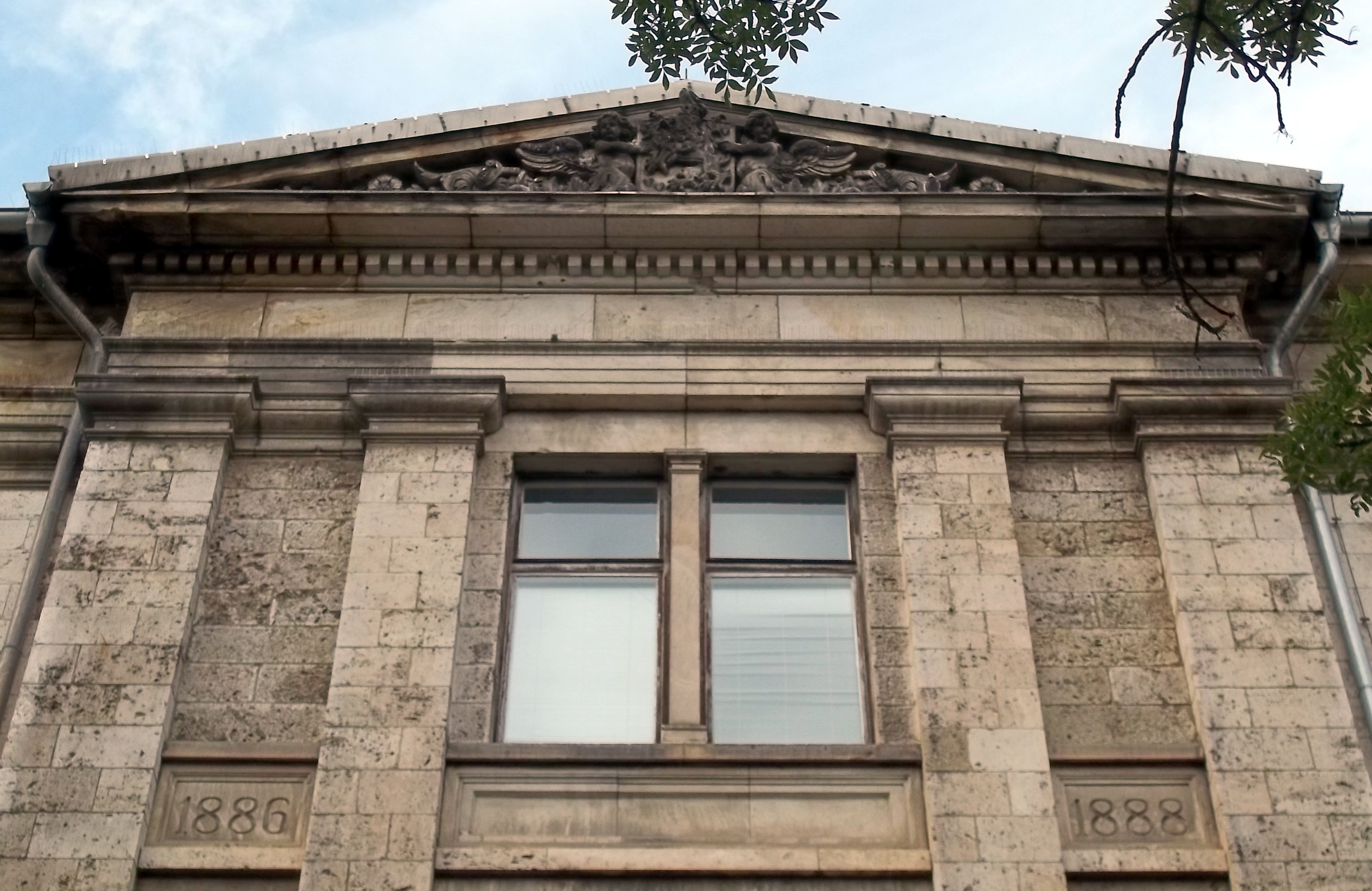
Portal mit den Jahreszahlen der Grundsteinlegung (1886) und der Einweihung (1888) der ursprünglichen Bürgerschule

Die Parkschule Weimar ist eine zweizügige staatliche Regelschule des Freistaats Thüringen in Weimar. Seit September 2021 ist sie im komplett sanierten Schulgebäude von 1888 angesiedelt, dem Schulhaus des einstigen Sophien-Gymnasiums Weimar.

## Beschreibung
Das Leitbild der Schule lautet „Schule unser Lebens(t)raum: Miteinander leben. Miteinander arbeiten. Miteinander Zukunft vorbereiten.“ Sie ist eine Schule mit offenen ganztägigen Angeboten für die Klassen 5 bis 10, die auf den Empfehlungen der Kultusministerkonferenz für Ganztagsschulen beruhen.
Die Parkschule Weimar versteht sich nach eigener Aussage als ein Ort des lebensnahen und freudvollen Lernens für Lehrer, Schüler und Eltern, geprägt von Wertschätzung und gegenseitiger Akzeptanz. Sie arbeitet nach der vom Lehrerkollegium entwickelten schulinternen Lehr- und Lernplanung, die das individuelle Lernen der Schüler unterstützt.
Die Schule beteiligt sich an folgenden Wettbewerben: JugendUnternimmt! summer school – Schülerwettbewerb für Unternehmercourage, Planspiel Börse, Bundeswettbewerb National Geographic Wissen, Känguru-Wettbewerb (Mathematik), Mathematischer Wettbewerb an Thüringer Regelschulen, Thüringer Landesolympiade Technik, Vorlesewettbewerb, Jugend trainiert für Olympia – Basketball, Jugend trainiert für Olympia – Fußball sowie Jugend trainiert für Olympia – Volleyball.
Es gibt Kooperationen mit dem Grone Bildungszentrum (Unternehmen) bei berufsvorbereitenden Praktika und mit dem „Förderkreis Jul“ (Verein) bei Schulsozialarbeit.

## Schulart
Die Regelschule ist im Freistaat Thüringen eine weiterführende Schulform, sie wurde mit Beginn des Schuljahres 1991/92 eingeführt. Dort werden die nach dem Hamburger Abkommen von 1964 definierten Schulformen der Haupt- und der Realschule unter einem Dach geführt.

## Bauwerk

### Allgemeines
Das Schulgebäude wurde 1886–1888 als Bürgerschule Weimar mit 24 Klassenzimmern im Stil der Neorenaissance unter der Leitung von Weimars Stadtbaumeister Reinhardt Ferdinand Albert Has (1850–1940) erbaut.
Das massive, viergeschossige (mit Kellergeschoss), vollständig unterkellerte Gebäude besteht im Außenmauerwerk aus Tuffstein mit Sandstein-Gesimsen. Seine Südost-Ecke wurde 1945 von einer Luftmine zerstört und 1949–1950 originalgetreu wiederaufgebaut.
Das Schulgebäude hat eine Nutzfläche (NF) von 2543 m² und eine Brutto-Grundfläche von 5182 m².
Es steht mit der Bezeichnung „Sophiengymnasium“ als Einzeldenkmal in der Denkmalliste der Stadt Weimar.

### Jüngste Vergangenheit
Seit Januar 2019 wurde das leerstehende Gebäude für geplant 7,6 Millionen Euro umfassend saniert, es sollte ursprünglich ab Herbst 2020 als zweizügige Regelschule genutzt werden. Zwischenzeitlich war nach Angaben der Stadt Weimar die Nutzung ab Februar 2021 geplant. Die Kosten betrugen nun 9,3 Millionen Euro, davon erhielt die Stadt Förderzuschüsse aus Bundes- und Landesmitteln in Höhe von 5,0 Millionen Euro über das Thüringer Landesamt für Bau und Verkehr als Festbetragsfinanzierung.

### Schul-Chronologie
- ab 1888: Bürgerschule
- ab 1902: Sophienschule zu Ehren der 1897 verstorbenen Sophie von Oranien-Nassau
- ab 1945: Karl-Marx-Schule
- ab 1961: Karl-Marx-Oberschule I (die römische Zahl I diente zur Unterscheidung von der damaligen Karl-Marx-Oberschule II – auf der anderen Straßenseite[11], dem früheren Realgymnasium)
- ab 1990: Sophienschule bzw. ab 1991 Sophien-Gymnasium
- ab 2006: Staatliche Berufsbildende Schule für Wirtschaft, Verwaltung und Ernährung „Friedrich Justin Bertuch“ Weimar (bis 2017)
- seit 2021: Parkschule Weimar